# Jean de Saint-Gelais
Pour les articles homonymes, voir Jean II.
Jehan II de Saint-Gelais, mort en 1576, est le 55e évêque d'Uzès, épiscopat de 1531 à 1570. Il est neveu de Jacques Ier de Saint-Gelais, qui, en 1531, se démit en sa faveur de l'évêché d'Uzès. 

## Biographie
Il procède le 23 octobre 1538 à la réconciliation du cimetière et de l'église paroissiale de Remoulins, Notre Dame de Bethléem, à la suite des sanglants excès dont cette localité avait été le théâtre lors des premiers troubles de la Réforme et à cause, dit l'acte, de certains excès et maléfices et pollutions de sang, commis dans le cimetière et dans l'église.
En 1543, il embrasse le luthéranisme et abandonne ouvertement le catholicisme à la tête de son chapitre en 1546. Il est excommunié en 1561 par le prévôt de chapitre, Gabriel Froment, mais assiste néanmoins comme évêque, au colloque de Poissy. Il épouse ensuite une abbesse.
Le pape Pie V le dépose en 1566 mais Charles IX le rétablit la même année.
Il est déposé une seconde fois en 1570, et Robert de Girard le remplace sur le siège d'Uzès.
Jehan II de Saint-Gelais, revenu au catholicisme, meurt en 1576 dans le monastère de Saint-Maixent, dit l'Hort de Poitiers, dont il était, comme son oncle, abbé commendataire.